# Bruce Timm
Bruce Walter Timm (Oklahoma, 1961. február 8. –) amerikai karaktertervező, animátor és producer. Emellett ír, és rajzol képregényeket, és ismert a DC Comics animációs "részleg", a DC animációs univerzum létrehozásáért.

## Rajzolói hatásai és stílusa
Timm minimalista, szögletes stílusa az 1950-es és 1960-as évek képregényeinek és az art déco építészeti stílusra vezethető vissza. Ő teljesen autodidakta, és nem részesült semmiféle rajzolással kapcsolatos oktatásban.
A rágyakorolt legnagyobb hatást elért szerzőknek az alábbiakat sorolja fel: Jack Kirby, Harvey Kurtzman, Jim Steranko, John Buscema, Wally Wood, Frank Frazetta, Dan DeCarlo, és Alex Toth.
Habár osztozott James Tuckerrel Superman: A rajzfilmsorozat és az Igazság ligájája sikereiben, Timm tervezte az összes szereplőt a Batman: A rajzfilmsorozathoz (kivéve Mr. Fagyt, akit Mike Mignola, és Man Bat-et meg az Agyagpofát, akiket Kevin Nowlan tervezett meg).

## Animáció

### Korai karrier
Timm korai animációs karrierje változatos volt; a Filmation-nél kezdett, ahol a Blackstar, a Flash Gordon, a He-Man és az Univerzum Mesterei, és a Tarzan: A magányos erdőőr kinézetén dolgozott (szintén foglalkozott a G.I. Joe hátterével is). Dolgozott még számos más munkaadóval is, mint például Ralph Bakshi, Don Bluth Productions, munkát keresett a Marvel Comics-nál és a DC Comics-nál, nem sok szerencsével. 1989-ben, Timm csatlakozott a Warner Bros.-höz. A Warner-nél Timm a Tiny Toon Adventures-ön dolgozott.

### DC animációs univerzum
Mindamellett legnagyobb ismertségét későbbi munkáival, a különböző DC Comics szuperhősökről szóló rajzfilmsorozatokkal (ismertebb rövidítés: DCAU, azaz DC animated universe) vívta ki. A Tiny Toons-os partnerével, Eric Radomski-val, Timm társrendezte a Batman: A rajzfilmsorozatot, és szintén társrendezte a Superman: A rajzfilmsorozatot, a A Batman új kalandjait, és a Batman Beyondot. Ezenkívül a Batman Beyond: Return of the Joker producere is volt még az Igazság ligája animációs változatának elkészítése előtt. Ez a sorozat Igazság ligája határok nélkül-lel folytatódott. Timmnek nem sok köze volt a Tini titánok rajzfilmsorozathoz, csak egy hiba miatt lett feltüntetve vezető producerként. Timm társrendezte, és volt a producere a Superman Doomsday-nek is.

## Képregények
Miközben Timm elsősorban az animációs munkáiról volt ismert, igazából ő képregényrajzoló szeretett volna lenni. Habár álma nem vált valóra (mivel az élete a rajzfilmekhez közel sodródott), Timm csinált mini-, és pároldalas sorozatokat, többnyire a DC Comics számára.
1994-ben, Timm és Paul Dini (író) elnyerték az Eisner-díjat, 'Egyedülálló történetek' kategóriában a Mad Love című alkotásukért. Timm ugyanazt a díjat kapták Dinivel, Ronnie del Carmennel, és a többiekkel a Batman Ünnepi Különleges Kalandjaiért, (egy pároldalas, sok karácsonyi témájú történettel).
Bruce Timm találta ki Harley Quinn-t társával, Paul Dinivel Dini eredeti ötletéből dolgozva. 2004-ben, Timm és Dini (Shane Glines, kihúzóval) kiadtak egy három kiadványból álló minisorozatot, a Harley & Ivy-t.